# Georg Lukács
Pour les articles homonymes, voir Lukács.
Ne doit pas être confondu avec George Lucas ou Georges Lucas.
Dans le nom hongrois Lukács György, le nom de famille précède le prénom, mais cet article utilise l’ordre habituel en français György Lukács, où le prénom précède le nom.
Georg Lukács [ˈlukaːtʃ] ou György Lukács, né György Löwinger le 13 avril 1885 à Budapest et mort le 4 juin 1971 dans la même ville, est un philosophe marxiste occidental hétérodoxe, sociologue de la littérature hongroise, critique littéraire hongrois d'expression principalement allemande et un homme politique.

## Biographie
Georg Lukacs naît György Bernat Löwinger dans une famille de la bourgeoisie juive de Budapest. Il est le fils du banquier d'affaires Jószef Löwinger (Szegedi Lukacs Joszef après son anoblissement, 1855-1928) et de sa femme Adele Wertheimer (1860-1917). Après sa naissance, son père est fait chevalier par l'empire et reçoit le titre de baron, Georg Lukacs devient donc baron par héritage. Son nom devient alors en allemand baron Georg Bernhard Lukacs von Szegedin et en hongrois baron Szegedi Lukacs György Bernat (soit Baron Georges Bernard Lukacs de Szeged).
Georg Lukacs participe très tôt aux cercles intellectuels de Budapest, Berlin, Florence et Heidelberg. Il obtient son doctorat en droit sous la direction de Felix Somló en 1906 à l'université royale hongroise François-Joseph à Kolozsvár. En 1909 il achève son doctorat en philosophie à l'université Loránd Eötvös  à Budapest sous la direction de Zsolt Beöthy. En 1914 il épouse Jelena Grabenko, une activiste politique russe.
Lors du déclenchement de la Première Guerre mondiale, il est mobilisé au bureau hongrois de la censure. De retour de son service militaire, il écrit en 1916 la Théorie du Roman, un de ses textes les plus célèbres. Dans ce texte, il s'attache notamment à caractériser les spécificités du roman par rapport à l'épopée.
En 1917, il adhère au marxisme et entre par la suite au Parti communiste de Hongrie. Il participe à la république des conseils de Hongrie de 1919 (dirigée par Béla Kun, dont il est commissaire à l'Instruction).
Après l'échec de ce soulèvement, il s'exile en Autriche, puis à Berlin, et enfin à Moscou à partir de 1933. Il revient en Hongrie en 1945, et devient député et professeur de philosophie.
Il est ministre de la Culture dans le gouvernement d'Imre Nagy en 1956. Après l'échec de l'insurrection de Budapest, qu'il avait soutenue, il est exilé en Roumanie, mais peut revenir en Hongrie en 1957. Il se consacre alors aux questions d'esthétique et de théorie littéraire.
Il est le père adoptif du physicien Lajos Jánossy, membre de l'académie des sciences et père du physicien András Jánossy et de l'économiste marxiste Ferenc Jánossy après avoir épousé leur mère Gertrud Borstieber.

## Travaux

### Théorie littéraire
Lukács est le précurseur des études sociologiques sur la littérature romanesque. Il a su adopter une perspective qui replace l'œuvre d'art dans son contexte social et historique qu'il s'efforce de reconstituer et d'analyser. Il fut également un farouche défenseur du réalisme en littérature, répudiant notamment le modernisme incarné par des auteurs tels que Kafka, Joyce ou Beckett. Cette partie de son œuvre trouve des prolongements dans celle du sociologue Wolf Lepenies.
Jean-Yves Tadié écrit que « Georg Lukács domine toute la sociologie de la littérature au XXe siècle. ».
Il a été lauréat du Goethe-Preis décerné par la ville de Francfort-sur-le-Main en 1970.

### Histoire et Conscience de classe (1923)
Histoire et conscience de classe est sans doute l'œuvre la plus célèbre de Lukács. Elle est considérée comme l'œuvre fondatrice du marxisme occidental par Maurice Merleau-Ponty (Les aventures de la dialectique) et Perry Anderson (Le marxisme occidental).
Dans cet ouvrage, Lukács fait un concept historique de la théorie de la réification (appelée « fétichisme de la marchandise » dans Le Capital de Marx). Pour Lukács, l'« idéologie » est en réalité une projection de la conscience de classe de la bourgeoisie, qui fonctionne pour empêcher le prolétariat d'atteindre une conscience réelle de sa position sur le plan politique, et révolutionnaire. L'idéologie détermine la forme d'« objectivité », ainsi que la structure de la connaissance elle-même. La vraie science doit atteindre, selon Lukács, la « totalité concrète » à travers laquelle seulement il est possible de penser à la forme actuelle de l'objectivité comme une période historique. Ainsi, les lois dites « éternelles » de l'économie sont rejetées comme l'illusion idéologique projetée par la forme actuelle de l'objectivité (Quel est le marxisme orthodoxe ?, § 3). Il écrit aussi : « C'est seulement lorsque le noyau de l'être s'est montré lui-même comme devenir social que l'être lui-même peut apparaître comme un produit, à ce jour inconscient, de l'activité humaine et cette activité, à son tour, comme l'élément décisif de la transformation de l'être. » (Quel est le marxisme orthodoxe ?, § 5) Enfin, le « marxisme orthodoxe » n'est pas défini comme une interprétation dogmatique du Capital, comme si c'était la Bible, ni comme l'embrassement de certaines « thèses marxistes », mais comme une fidélité à la « méthode marxiste », la dialectique.
Lukács a par la suite renié cet ouvrage, à la suite de sa lecture postérieure des Manuscrits de 1844 (seulement publiés dans les années 1930), et désapprouvé sa réédition, notamment en 1960 lorsque Kostas Axelos en a fait une traduction en français (la lettre de désapprobation fut publiée par la revue Arguments cette même année).
Cet ouvrage a inspiré un certain nombre d'intellectuels marxistes du XXe siècle tels que Guy Debord ou Lucien Goldmann, son « plus astucieux continuateur ». Ce dernier a même avancé que le célèbre essai de Martin Heidegger, Être et Temps, est à comprendre en partie comme une réponse à l'ouvrage de Lukács. Concernant Henri Lefebvre, celui-ci est solidaire de Lukács contre les tracasseries dont il a été l'objet mais désapprouve l'idéalisation du prolétariat perceptible dans Histoire et conscience de classe.

### Existentialisme ou Marxisme? (1948)
Existentialisme ou Marxisme ? est une œuvre moins connue de Lukács. Le philosophe hongrois polémique avec l'existentialisme, qu'il qualifie de philosophie idéaliste et bourgeoise.

## Œuvres

### Édition de référence
[GW] (de) G. Lukács, Gesammelte Werke, Berlin et Darmstadt, Luchterhand, 1968–1981.

### Principales œuvres
- (de) Die Seele und die Formen : Essays, Egon Fleischel, 1911, 373 p.
  - trad. fr. : L'Âme et les Formes (trad. Guy Haarscher), Paris, Gallimard, coll. « Bibliothèque de philosophie », 1974, 352 p. (ISBN 978-2-070289-11-0)
- (de) Theorie des Romans, Berlin, Paul Cassirer, 1920, 169 p.
  - trad. fr. : La Théorie du roman (trad. Jean Clairevoye), Gonthier, coll. « Médiations » (no 4), 1963, 200 p.Ré-éd. Denoël, 1968 ; Gallimard, 1989
- (de) Geschichte und Klassenbewußtsein, Berlin, Malik, 1923, 341 p.
  - trad. fr. : Histoire et conscience de classe : Essais de dialectique marxiste (trad. Kostas Axelos et Jacqueline Bois), Paris, Minuit, 1960, 383 p. (lire en ligne)
- (de) Goethe und seine Zeit : Über die Beziehungen von Dialektik und Ökonomie, Berne, A. Francke, 1947, 207 p.
  - trad. fr. : Gœthe et son époque (trad. Lucien Goldmann et Frank (sic)), Nagel, coll. « Pensées », 1949, 351 p.
- (de) Der junge Hegel : Über die Beziehungen von Dialektik und Ökonomie, Zürich et Vienne, Europa, 1948, 718 p.
  - trad. fr. :
    - Le Jeune Hegel : Sur les rapports de la dialectique et de l'économie (trad. Guy Haarscher et Robert Legros), vol. 1 : Berne 1793 – Début d'Iéna 1801, Gallimard, coll. « Bibliothèque de philosophie », 1981, 448 p. (ISBN 978-2070217915)
    - Le Jeune Hegel : Sur les rapports de la dialectique et de l'économie (trad. Guy Haarscher et Robert Legros), vol. 2 : Iéna 1801-1807, Gallimard, coll. « Bibliothèque de philosophie », 1981, 400 p. (ISBN 978-2070251605)
- (de) Deutsche Literatur im Zeitalter des Imperialismus, Berlin, Afbau, 1950, 83 p.
- (de) Existentialismus oder Marxismus, Berlin, Afbau, 1951, 183 p.
  - trad. fr. : Existentialisme ou Marxisme ? (trad. Endre Kelemen), Paris, Nagel, 1948 (réimpr. 1961)
- (de) Der russische Realismus in der Weltliteratur, Berlin, Afbau, 1949, 292 p.
- (de) Deutsche Realisten des 19. Jahrhunderts, Berlin, Afbau, 1951, 307 p.
- (de) Balzac und der französische Realismus, Berlin, Afbau, 1952, 100 p.
  - trad. fr. : Balzac et le réalisme français (trad. Paul Laveau), Maspero, coll. « Petite Collection », 1967, 110 p.
- (de) Die Zerstörung der Vernunft, Berlin, Afbau, 1954, 692 p.
  - trad fr. :
    - Édition L'Arche :
      - La Destruction de la Raison (trad. Stanislas George, André Gisselbrecht et Édouard Pfrimmer), vol. 1 : Les Débuts de l’irrationalisme moderne, de Schelling à Nietzsche, L'Arche, coll. « Le Sens de la marche », 1959, 362 p.
      - La Destruction de la Raison (trad. René Girard, André Gisselbrecht, Joël Lefebvre et Édouard Pfrimmer), vol. 2 : L’Irrationalisme moderne de Dilthey à Toynbee, L'Arche, coll. « Le Sens de la marche », 1959, 384 p.

    - Édition Delga :
      - La Destruction de la Raison (trad. de l'allemand par Aymeric Monville), vol. 1 : Nietzsche, Paris, Delga, 2006, 217 p. (ISBN 2-915854-03-3)Assorti d'une préface de l'auteur (1966) inédite en français et augmenté des passages « anti-américains » initialement censurés dans la précédente édition française
      - La Destruction de la Raison (trad. de l'allemand par Aymeric Monville), vol. 2 : Schelling, Schopenhauer, Kierkegaard, Paris, Delga, 2010, 270 p. (ISBN 978-2-915854-21-3)
      - La Destruction de la Raison (trad. de l'allemand par Emmanuel Renault, préf. Domenico Losurdo), vol. 3 : De l’après Nietzsche à Heidegger et Hitler, Paris, Delga, 2017, 465 p. (ISBN 978-2-37607-117-4)
- (de) Beiträge zur Geschichte der Ästhetik, Berlin, Afbau, 1954, 438 p.
  - Comprend l'essai Zur Ästhetik Schillers (1935), traduit en français :
    - Sur l’Esthétique de Schiller (trad. Jean-Pierre Morbois), 2014, 145 p. (lire en ligne)
- (de) Der historische Roman, Berlin, Afbau, 1955, 161 p.
  - trad. fr. : Le Roman historique (trad. Robert Sailley, préf. Claude-Edmonde Magny), Paris, Payot, 1965 (réimpr. 2000), 407 p.
- (de) Wider den missvertandenen Realismus : Die Gegenwartsbedeutung des kritischen Realismus, Hambourg, Claassen, 1958, 153 p.
  - trad. fr. : La Signification présente du réalisme critique (trad. Maurice de Gandillac), Gallimard, coll. « Essais » (no 45), 1960, 277 p. (ISBN 978-2070240272)
- Die Eigenart des Ästhetischen, repris dans Ästhetik (1972-76) :
  - (de) Die Eigenart des Ästhetischen, vol. 1, Berlin et Weimar, Afbau, 1981, 814 p.
  - (de) Die Eigenart des Ästhetischen (préf. Günther K. Lehmann), vol. 2, Berlin et Weimar, Afbau, 1987, 944 p.
    - trad. fr. :
      - L'Esthétique : la spécificité de la sphère esthétique (trad. de l'allemand par Jean-Pierre Morbois et Guillaume Fondu), vol. 1, Paris, Éditions critiques, 2021, 920 p. (ISBN 979-10-97331-34-4)
      - L'Esthétique : la spécificité de la sphère esthétique (trad. de l'allemand par Jean-Pierre Morbois), vol. 2, Paris, Éditions critiques, 2022, 952 p. (ISBN 979-10-97331-39-9)
- Ästhetik :
  - (de) Ästhetik, vol. 1, Neuwied et Berlin, Hermann Luchterhand, 1972, 284 p.
  - (de) Ästhetik, vol. 2, Darmstadt et Neuwied, Hermann Luchterhand, 1972 (?), 298 p.
  - (de) Ästhetik, vol. 3, Neuwied, Hermann Luchterhand, 1972 (?), 214 p.
  - (de) Ästhetik, vol. 4, Neuwied, Hermann Luchterhand, 1976, 278 p.
- (de) Gelebtes Denken : Eine Autobiographie im Dialog, Francfort, Suhrkamp, 1980, 308 p. (ISBN 978-3-518-11088-1)
- Zur Ontologie des gesellschaftlichen Seins :
  - (de) Zur Ontologie des gesellschaftlichen Seins, vol. 1 : Prolegomena zur Ontologie des gesellschaftlichen Seins, Darmstadt et Neuwied, Hermann Luchterhand, 1984, 690 p. (ISBN 978-3472760122, lire en ligne)
    - trad. fr. : Ontologie de l'être social (trad. de l'allemand par Jean-Pierre Morbois et Didier Renault), vol. 1 : Le travail, la reproduction, Paris, Delga, 2011, 486 p. (ISBN 978-2-915854-26-8)

  - (de) Zur Ontologie des gesellschaftlichen Seins, vol. 2 : Die wichtigsten Problemkomplexe, Darmstadt et Neuwied, Hermann Luchterhand, 1986, 771 p. (ISBN 3-472-76014-1, lire en ligne)
    - trad. fr. : Ontologie de l'être social (trad. de l'allemand par Jean-Pierre Morbois et Didier Renault), vol. 2 : L'idéologie, l'aliénation, Paris, Delga, 2012, 557 p. (ISBN 978-2-915854-34-3)

### Autres textes disponibles en français
- Brève histoire de la littérature allemande (Du xviiie siècle à nos jours) (trad. Lucien Goldmann et Michel Butor), Paris, Nagel, coll. « Pensées », 1949, 259 p.
- Lénine (trad. Jean-Marie Brohm), EDI, 1965, 128 p.
- Thomas Mann (trad. Paul Laveau), Maspero, 1967, 236 p.
- Entretiens avec Georg Lukács (trad. Marie Ollivier), Paris, Maspero, coll. « Cahiers libres » (no 160), 1969, 126 p.Entretiens avec Wolfgang Abendroth, Hans Heinz Holz, Leo Kofler et Theo Pinkus
- Soljénitsyne (trad. Serge Bricianer), Gallimard, coll. « Idées » (no 225), 1970, 192 p. (ISBN 978-2-070352-25-8)
- La Pensée de Lénine : L'Actualité de la révolution (trad. Jean-Marie Brohm, Boris Fraenkel et Cornélius Heim), Éditions Denoël, 1972, 148 p.
- Écrits de Moscou (trad. Claude Prévost), Éditions sociales, 1974, 292 p.
- Marx et Engels historiens de la littérature (trad. Gilbert Badia), L'Arche, 1975, 120 p. (ISBN 978-2-85181-166-0)
- Problèmes du réalisme (trad. Claude Prévost et Jean Guégan), L'Arche, 1975, 400 p. (ISBN 978-2-85181-161-5) ; analyses sur Cervantès, Diderot, Goethe, Balzac, Flaubert, Zola, Tolstoï, Thomas Mann ; correspondance entre Anna Seghers et Georg Lukács.
- Littérature, philosophie, marxisme, 1922-1923 (trad. Andreas Streiff), PUF, coll. « Philosophie d'aujourd'hui », 1978, 176 p.
- Philosophie de l'art : 1912-1914, premiers écrits sur l'esthétique (trad. de l'allemand par Rainer Rochlitz et Alain Pernet, préf. Rainer Rochlitz), Paris, Klincksieck, 1981, 262 p. (ISBN 2-252-02325-2)
- Correspondance de jeunesse, 1908-1917 (trad. István Fodor, József Herman, Ernö Kenéz et Éva Szilágyi), François Maspero, 1981, 327 p.
- Textes (trad. Claude Prévost), Éditions Sociales, coll. « Les Essentielles », 1985, 259 p. (ISBN 978-2-209-05692-7)
- Pensée vécue, mémoires parlées (trad. Jean-Marie Argelès), L'Arche, 1986, 272 p. (ISBN 978-2-85181-062-5) (autobiographie)
- Socialisme et Démocratisation (trad. Gérard Cornillet), Messidor et Éditions sociales, 1989, 155 p.
- Dialectique et Spontanéité : en défense de "Histoire et conscience de classe (trad. Pierre Rusch), Éditions de la Passion, 2001, 127 p. (ISBN 978-2-906229-49-5)
- Le Jeune Marx, son évolution philosophique de 1840 à 1844 (trad. Pierre Rusch), Éditions de la Passion, 2002, 92 p. (ISBN 978-2-906229-52-5)
- Journal, 1910-1911 (trad. Akos Ditroy, préf. Nicolas Tertulian), Rivages, coll. « Rivages poche. Petite bibliothèque » (no 526), 2006, 148 p. (ISBN 978-2-743614-95-9)
- Prolégomènes à l'ontologie de l'être social (trad. de l'allemand par Aymeric Monville), Paris, Delga, 2009, 416 p. (ISBN 978-2-915854-12-1)
- De la pauvreté en esprit, suivi de La légende du roi Midas (trad. de l'allemand par Jean-Pierre Morbois), Bordeaux, Éditions la Tempête, 2015, 72 p. (ISBN 979-1-094512-00-5)
- Nietzsche, Hegel et le fascisme allemand (trad. de l'allemand par Jean-Pierre Morbois), Paris/58-Clamecy, Éditions critiques, 2018, 96 p. (ISBN 979-1-097331-05-4)
- Le Délire raciste, ennemi du progrès humain (trad. de l'allemand par Jean-Pierre Morbois), Paris/58-Clamecy, Éditions critiques, 2019, 112 p. (ISBN 979-1-097331-12-2)
- Tolstoï (trad. de l'allemand par Jean-Pierre Morbois), Paris/58-Clamecy, Éditions critiques, 2020, 168 p. (ISBN 979-1097331214)
- Raconter ou décrire ? (trad. de l'allemand par Guillaume Fondu, Mandie Joulin, Gabriel Mahéo, Andrien Maufrais et Even Perchais), Paris, Éditions critiques, 2021, 153 p. (ISBN 9791097331283)
- Grandeur et décadence de l’expressionnisme, suivi de Il en va du réalisme (trad. de l'allemand par Guillaume Fondu), Paris, Éditions critiques, 2022, 180 p. (ISBN 979-1097331368)
- L'Antifascisme en littérature (trad. de l'allemand, préf. Guillemette Leblanc et Jean Quétier), Paris, Éditions critiques, 2023, 168 p. (ISBN 979-1097331443)